# Un delitto di classe
Un delitto di classe è un romanzo giallo del 1963, il secondo scritto da John le Carré.
È il numero 469 della collezione Universale Economica Feltrinelli.

## Trama
George Smiley viene contattato da una collega di guerra, Ailsa Brimley, una giornalista per una piccola rivista. Ailsa contatta George in quanto ha ricevuto una lettera da una lettrice, tale Stella Rode, sostenendo che suo marito sta progettando di ucciderla. Il marito della donna è insegnante in una scuola pubblica nella città di Carne. Succede così che Terence Fielding, fratello di un professore di classici che era uno dei suoi stretti collaboratori nell'intelligence britannica durante la guerra, è un insegnante presso la scuola. Prima che Smiley possa intercedere, Stella Rode viene uccisa. Smiley diventa oggetto di pettegolezzi. È anche testimone di uno scontro di classe tra "Town and gown", e viene informato di una divisione religiosa tra la Chiesa anglicana e Metodisti. In quanto moglie di un insegnante di scuola pubblica e come Metodista, Stella Rode occupava un basso rango nella gerarchia sociale locale, soprattutto nella stima della casta superiore di Carne. La polizia cittadina si concentra su una pazza del luogo come possibile assassino, ma sia Smiley che l'ufficiale investigatore credono all'innocenza della donna. Smiley scopre i vestiti macchiati di sangue dall'assassino, mentre nel frattempo un ragazzo, studente di Fielding, diventa la seconda vittima di omicidio. Stanley Rode ammette a Smiley che l'apparente pietà e le buone opere della moglie uccisa nascondevano un egoismo vendicativo e sgradevole. Smiley segue gli indizi per identificare il vero assassino: Terence Fielding. Stella Rode lo aveva ricattato per una vecchia storia di omosessualità ai tempi della guerra; tale condizione era nota alle autorità scolastiche, che approfittarono della situazione per mantenere Fielding con salari sostanzialmente ridotti. Il ragazzo assassinato aveva visto inavvertitamente qualcosa che avrebbe potuto contraddire l'alibi di Fielding, anche se non era mai stato a conoscenza del suo significato prima di cadere vittima della sua scoperta. Fielding non riesce a incastrare Stanley Rode per gli omicidi, né a convincere Smiley che il suo sfondo sociale, presumibilmente superiore, dovrebbe esonerarlo dalla punizione degli omicidi. Ma avendo ammesso la sua colpa, Fielding viene arrestato.

## Opere derivate
- Dal racconto è stato tratto il film Un delitto di classe (A Murder of Quality) di Gavin Millar (1991).[1][2]

## Edizioni
- (EN) John le Carré, Un delitto di classe, traduzione di Giancarlo Cella, Milano, Rizzoli, 1984.